# Этьен II де Пентьевр
Этьен II (фр. Étienne II de Penthièvre; ум. 1164) — граф де Пентьевр с ок. 1154, сын Риваллон, графа де Пентьевр, и NN де Доль.

## Биография
После смерти графа Риваллона около 1154 года графом де Пентьевр стал его старший сын Этьен II. О его правлении ничего не известно. В 1164 году он упоминается умершим. Вероятно, Этьен не имел детей к этому времени, так как графство Пентьевр перешло к его племяннику Жоффруа III Ботерелю.